# Noah Åstrand John
Noah Åstrand John, född 13 februari 2003 i Täby, är en svensk fotbollsspelare som spelar för IK Brage.

## Karriär
Noah Åstrand John moderklubb är IK Frej. Inför säsongen 2021 flyttade han till Hammarby IF för spel med klubbens P19-lag. Sejouren i "Bajen" varade dock bara i några månader. I september 2021 meddelade nämligen Hammarby IF att Åstrand John lånats ut till italienska Serie A-laget Cagliari.
Efter en säsong som ungdomsproffs med Primavera-spel återvände Åstrand John till Hammarby IF, då Cagliari inte valde att utnyttja den inskrivna köpoptionen. Istället för spel i P19-laget fick Åstrand John omedelbart chansen hos samarbetsklubben Hammarby TFF efter sin återkomst. Den 1 augusti 2022 debuterade han i Ettan Norra i 2-2-mötet mot Sollentuna FK.
Säsongen 2023 tillhörde Åstrand John fortsatt Hammarby TFF. Efter att ha inlett säsongen som lagkapten och ordinarie vänsterback fick han den 9 maj 2023 debutera för Hammarby IF i Allsvenskan, då han hoppade in med tio minuter kvar att spela i 0-0-matchen mot Mjällby AIF.
I januari 2025 värvades Åstrand John av Superettan-klubben IK Brage, där han skrev på ett treårskontrakt.

## Statistik
| Klubb              | Säsong             | Liga               | Liga    | Liga | Nationell cup | Nationell cup | Internationell cup | Internationell cup | Övrigt  | Övrigt | Totalt  | Totalt |
| Klubb              | Säsong             | Division           | Matcher | Mål  | Matcher       | Mål           | Matcher            | Mål                | Matcher | Mål    | Matcher | Mål    |
| ------------------ | ------------------ | ------------------ | ------- | ---- | ------------- | ------------- | ------------------ | ------------------ | ------- | ------ | ------- | ------ |
| Hammarby IF        | 2022               | Allsvenskan        | 0       | 0    | 0             | 0             | -                  | -                  | -       | -      | 0       | 0      |
| Hammarby IF        | 2023               | Allsvenskan        | 1       | 0    | 0             | 0             | 0                  | 0                  | -       | -      | 1       | 0      |
| Hammarby TFF       | 2022               | Ettan Norra        | 10      | 0    | 0             | 0             | -                  | -                  | -       | -      | 10      | 0      |
| Hammarby TFF       | 2023               | Ettan Norra        | 19      | 0    | 0             | 0             | -                  | -                  | -       | -      | 19      | 0      |
| Totalt i karriären | Totalt i karriären | Totalt i karriären | 30      | 0    | 0             | 0             | 0                  | 0                  | 0       | 0      | 30      | 0      |